# José Albino
Vino, właśc. José Albino (ur. 4 maja 1973) – mozambicki piłkarz grający na pozycji obrońcy.

## Kariera klubowa
W swojej karierze piłkarskiej Vino grał w klubie Ferroviário Maputo.

## Kariera reprezentacyjna
W reprezentacji Mozambiku Vino zadebiutował w 1998 roku. W 1998 roku był w kadrze Mozambiku na Puchar Narodów Afryki 1998. Na nim był rezerwowym i nie rozegrał żadnego spotkania. W kadrze narodowej grał do 1999 roku. Wystąpił w niej 14 razy.